# Aztec Money
Aztec Money — онлайн мировой рынок, который обеспечивает финансирование для экспортной торговли в качестве альтернативы традиционным банковским кредитам, кредитным линиям и факторинговым компаниям. Эта платформа позволяет компаниям продавать счета-фактуры с помощью онлайн рынка небанковским учреждениям-инвесторам на условиях, которые сам бизнес выбирает. Главный офис компании находится в Ирландии. Aztec Money так же работает в Африке, Азии, Европе и Америке с локализованным фокусом на поставщиков, сконцентрированных на экспорте.

## Как это работает
Aztec Money предоставляет доступ к небанковскому финансированию счетов-фактур сельскохозяйственных, промышленных и сервисных компаний, которые являются частью глобальной цепочки поставок. Aztec обеспечивает онлайн рынок, который позволяет учреждениям-инвесторам финансировать глобальные цепочки поставок, приобретая счета-фактуры, выставленные на продажу мировыми поставщиками.

## История
Aztec Money был задуман командой международных финансовых специалистов с особым первоначальным акцентом на Ирландию, Испанию, Италию и Грецию для предоставления этого продукта. Кроме того, Aztec Money находится в процессе открытия представительств в Бразилии, Польше, Азии и Соединённых Штатах.